# デーワース

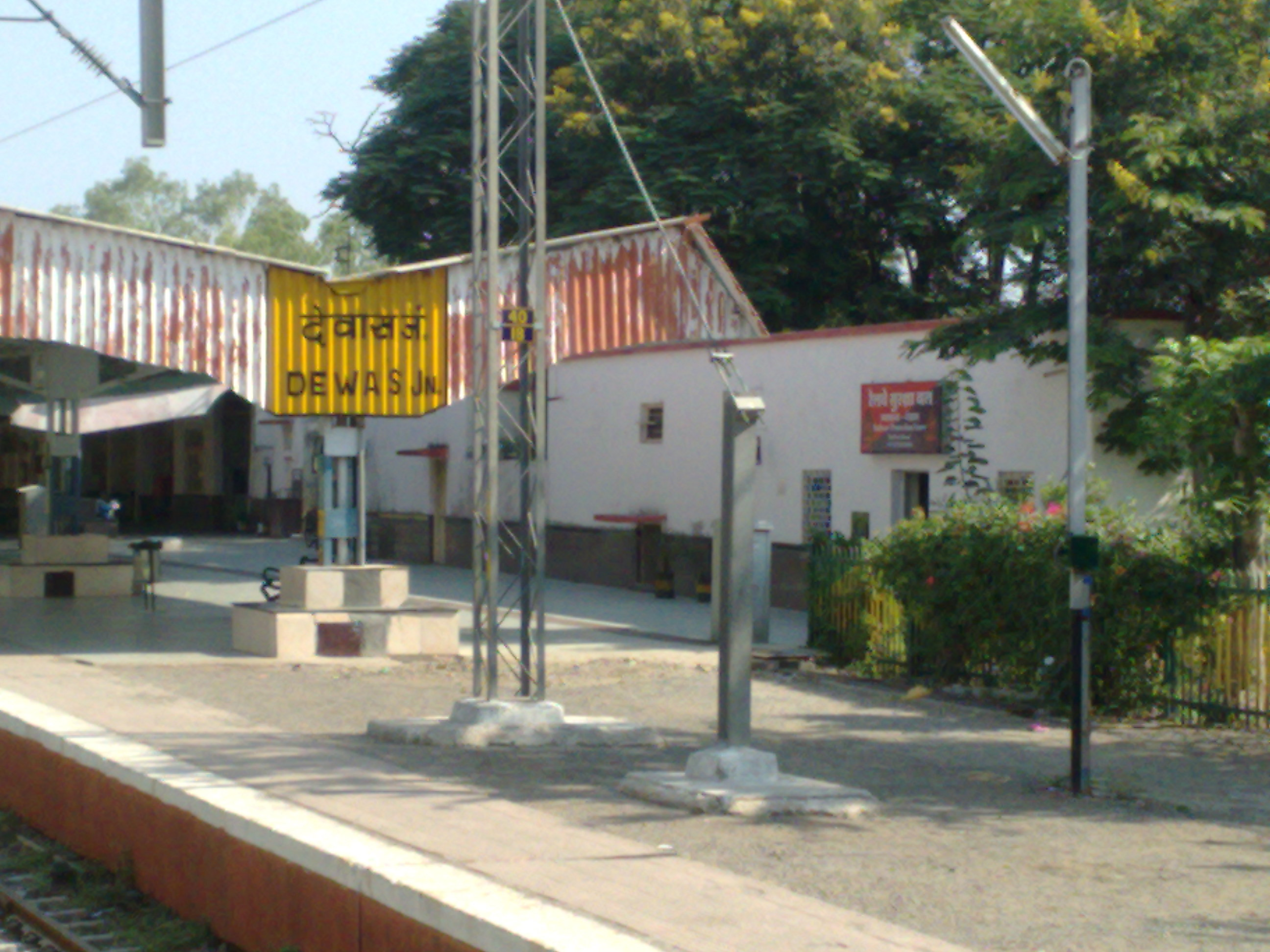
デーワースの町

デーワース（マラーティー語：देवास、Dewas）は、インドのマディヤ・プラデーシュ州、ボーパール県の都市。

## 歴史
マラーター同盟の一角であるパワール家が支配し、19世紀以降はイギリスの保護下でデーワース藩王国となった。

## 地理
- 州都ボーパールから143 km
- インドールから35 km